# Comté de Surry (Virginie)
Le comté de Surry est un comté de Virginie, aux États-Unis, situé dans l'aire métropolitaine de Hampton Roads. Le siège du comté est Surry.
La population est de 7 058 habitants sur une superficie de 723 km2.
Le comté de Surry a été formé en 1652 par détachement de la partie du Comté de James City située au sud de la James River. En 1676, une maison de briques de style jacobéen a servi de fortification lors de la rébellion de Bacon contre le gouverneur royal, Sir William Berkeley. Aujourd'hui, le monument est connu sous le nom de Bacon's Castle.

## Situation dans l'État
Le comté est borné par :
- le Comté de James City au nord-est
- le Comté d'Isle of Wight au sud-est
- le Comté de Southampton au sud
- le Comté de Sussex au sud-ouest
- le Comté de Prince George à l'ouest
- le Comté de Charles City au nord-ouest